# Vincent (Alabama)
Vincent es un pueblo del Condado de Shelby, Alabama, Estados Unidos. Según el censo de 2000 tenía una población de 1853, y en 2005 contaba con 1.948 habitantes.

## Demografía
| 1,910                      | 1,936 | 1,940 | 1,954 | 1,951 | 1,948 |
| (Fuente: [cita requerida]) |       |       |       |       |       |